# Наннуцци, Армандо
Армандо Наннуцци (итал. Armando Nannuzzi; 21 сентября 1925, Рим — 14 мая 2001, там же) — итальянский кинооператор, крупнейший мастер итальянского и мирового кинематографа 1940—1990-х годов.

## Биография
Сотрудничал с крупнейшими итальянскими кинорежиссёрами разных поколений и направлений. В середине 1980-х работал в США, сотрудничал с Стивеном Кингом. B результате несчастного случая на съемках в 1985 потерял глаз.

## Избранная фильмография
- 1956 — Lo svitato (Карло Лидзани)
- 1957 — La finestra sul Luna Park (Луиджи Коменчини)
- 1957 — Mariti in città (Луиджи Коменчини)
- 1958 — Mogli pericolose (Луиджи Коменчини)
- 1958 — Giovani mariti (Мауро Болоньини, «Серебряная лента» Синдиката итальянских киножурналистов)
- 1959 — La notte brava (Мауро Болоньини)
- 1960 — Красавчик Антонио/ Il bell’Antonio (Мауро Болоньини)
- 1961 — Разбойник / Il brigante (Ренато Кастеллани)
- 1962 — Senilità (Мауро Болоньини, по одноимённому роману Итало Звево)
- 1962 — Мафиозо (Альберто Латтуада)
- 1963 — Бум / Il boom (Витторио Де Сика)
- 1964 — Визит / Der Besuch (Бернхард Викки)
- 1965 — La bugiarda (Луиджи Коменчини)
- 1965 — Туманные звёзды большой медведицы/ Vaghe stelle dell’Orsa (Лукино Висконти, «Серебряная лента» Синдиката итальянских киножурналистов)
- 1965 — Дон Камилло в России/ Il compagno Don Camillo (Луиджи Коменчини)
- 1965 — L’ombrellone (Дино Ризи)
- 1966 — Svegliati e uccidi (Карло Лидзани)
- 1968 — Incompreso (Луиджи Коменчини, Серебряная лента Синдиката итальянских киножурналистов)
- 1968 — Italian Secret Service (Луиджи Коменчини)
- 1969 — Un bellissimo novembre (Мауро Болоньини)
- 1969 — Il padre di famiglia (Нанни Лой)
- 1969 — Свинарник/ Porcile (Пьер Паоло Пазолини)
- 1969 — Гибель богов/ La caduta degli dei (Лукино Висконти)
- 1970 — Ватерлоо/ Waterloo (Сергей Бондарчук, номинация на премию BAFTA)
- 1971 — Per grazia ricevuta (Нино Манфреди)
- 1972 — Людвиг/ Ludwig (Лукино Висконти, Серебряная лента Синдиката итальянских киножурналистов)
- 1973 — Лошади Вальдеса
- 1974 — Milarepa (Лилиана Кавани)
- 1977 — Gran bollito (Мауро Болоньини)
- 1977 — Иисус из Назарета / Jesus of Nazareth (Франко Дзефирелли, номинация на премию BAFTA)
- 1977 — Al di là del bene e del male (Лилиана Кавани)
- 1978 — La raison d'état (Андре Кайат)
- 1978 — Клетка для чудиков/ La cage aux folles (Эдуар Молинаро)
- 1981 — Шкура/ La pelle (Лилиана Кавани)
- 1982 — Паяцы/ Pagliacci (Франко Дзефирелли)
- 1982 — Новый мир/ Il Mondo nuovo (Этторе Скола)
- 1982 — Cavalleria rusticana (Франко Дзефирелли)
- 1984 — Добрый король Дагобер/ Le bon roi Dagobert (Дино Ризи)
- 1986 — Максимальное ускорение/ Maximum Overdrive (Стивен Кинг)
- 1988 — Богема/ La Bohème (Луиджи Коменчини)
- 1989 — Buon Natale… Buon anno (Луиджи Коменчини)
- 1990 — Франкенштейн освобождённый/ Frankenstein Unbound (Роджер Корман)
- 1992 — Assolto per aver commesso il fatto (Альберто Сорди)
- 1993 — Dove siete? Io sono qui (Лилиана Кавани)
- 1994 — Nestore l’ultima corsa (Альберто Сорди)
- 1998 — Incontri proibiti (Альберто Сорди)

## Признание
Номинант и лауреат ряда крупнейших национальных и международных премий.